# Santillán de la Vega
Santillán de la Vega es una localidad y también una pedanía del municipio de Renedo de la Vega en la provincia de Palencia, en la Comunidad Autónoma de Castilla y León, España.

## Geografía
En la comarca de Vega-Valdavia, en el Noroeste de la provincia.

## Demografía
Evolución de la población en el siglo XXI
| Gráfica de evolución demográfica de Santillán de la Vega entre 2000 y 2020 |
|                                                                            |
| Población de derecho (2000-2020) según el padrón municipal del INE         |

## Historia
A la caída del Antiguo Régimen la localidad se constituye en municipio constitucional que en el censo de 1842 contaba con 15 hogares y 26 vecinos, para posteriormente integrarse en Moslares de la Vega.

## Patrimonio
Iglesia católica parroquial.